# Mene, mene. Tequel. Parsim.

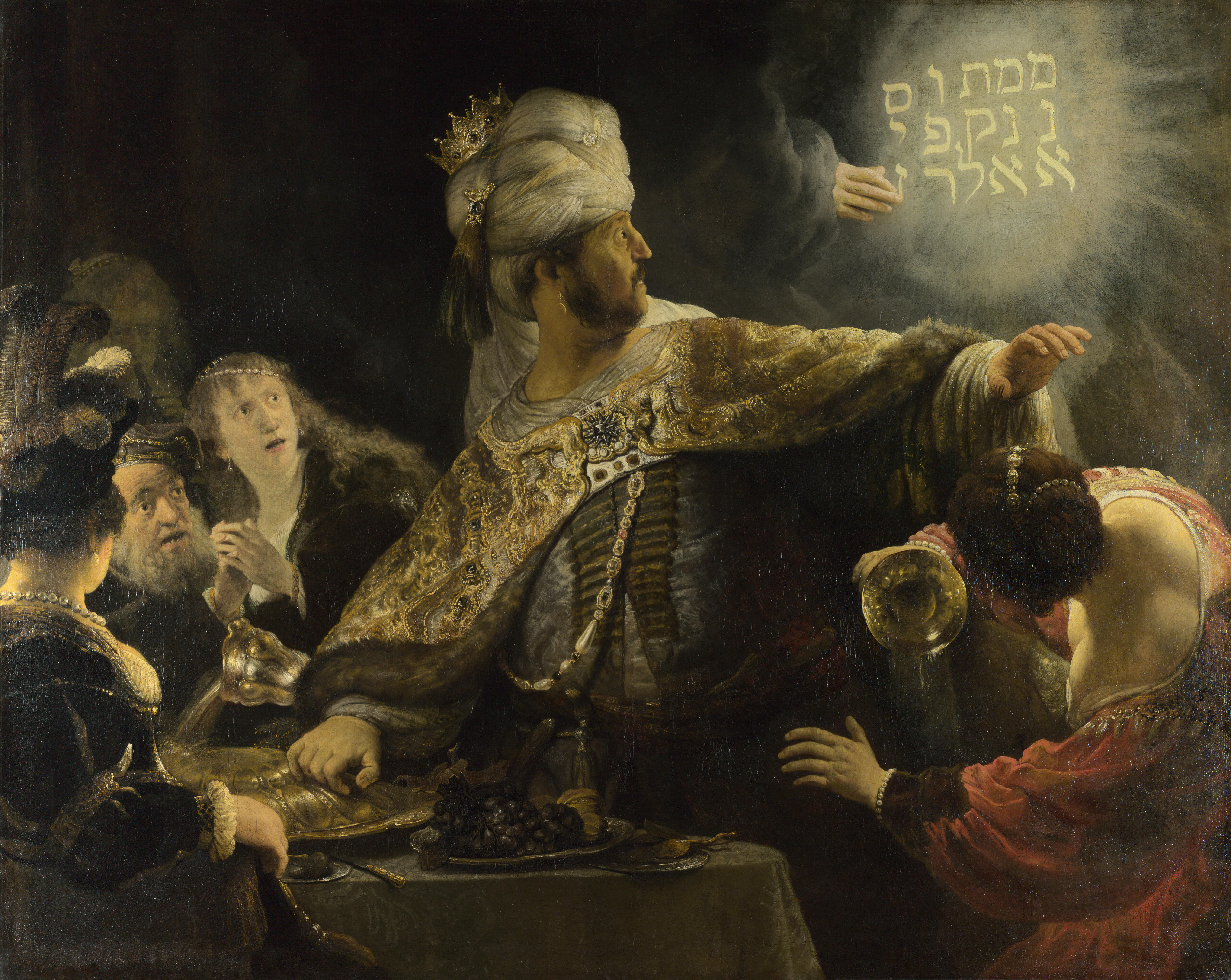

Mene, mene. Tequel. Parsim. Esta é uma frase bíblica famosa, formada por três palavras aramaicas. Segundo as próprias Escrituras Sagradas, foi escrita pelo que seria a própria mão de Deus, na parede da sala de banquete do antigo rei de Babilônia, Belsazar (filho do também antigo rei de Babilônia, Nabonido e Nitócris sendo neto de Nabucodonosor II).

## História
Em 5 de outubro de 539 Antes de Cristo, Belsazar deu um grande banquete aos "grandes homens" do reino. Nesta ocasião, o rei mandou que trouxesse os utensílios sagrados do templo de Jerusalém, como cálices; e, naquela noite, Belsazar e seus convidados tomaram vinho nesses cálices de ouro e de prata, o que foi uma afronta a Deus. Segundo a Bíblia, em um momento da festa, apareceu uma mão que escreveu em uma das paredes atrás do trono de Belsazar: "MENE, MENE. TEQUEL. PARSIM." Ao observar o fenômeno espiritual, o rei Belsazar encheu-se de medo, dúvida e perturbação. Diante disso, mandou chamar os magos e interpretadores de sonhos do reino, para que interpretasse a misteriosa frase, mas foram incapazes. Sendo assim, foi informado ao rei que o Profeta Daniel interpretara sonhos para um dos reis anteriores, Nabucodonosor, avô de Belsazar (que também era considerado pai deste, porque alguns povos daquela época consideravam os sucessores dos reis anteriores como filho desse, mesmo este não sendo).
Na frase escrita na parede aparece a palavra Mene duas vezes. Segundo alguns estudiosos bíblicos, a dupla grafia pode ser transcrita, para nosso melhor entendimento, por: "Um ciclo e meio ciclo", ou seja, divisão em tempos. Tequel pode ser transcrito como "peso deficiente", ou "peso em falta". Parsim é o plural de peres (ou Perés e, ainda peri·sáth), que transcrito pode significar "divisão". As três palavras têm transcrições diferentes em várias traduções da Bíblia, porém com o mesmo sentido.
Finalmente, Daniel interpretou a frase da seguinte maneira: Mene: "Deus contou os dias do teu reino e o fez chegar ao fim." Tequel: "O rei foi pesado na balança e achado em falta" (ou deficiente). Parsim (que foi lida no singular por Daniel como Peres): "Teu reino foi dividido e entregue aos Medos e aos Persas." Segundo a Bíblia, a profecia se cumpriu naquela mesma noite. Babilônia caiu diante de Ciro, o Grande, e Belsazar foi morto. Dario, o Medo, assumiu o trono com 72 anos.